# Tablettes
Tablettes är en kulle i Schweiz. Den ligger i kantonen Neuchâtel, i den västra delen av landet, 50 km väster om huvudstaden Bern. Toppen på Tablettes är 1 290 meter över havet.